# Susanne Anna
Susanne Kristine Anna (* 1962 in Ratingen) ist eine deutsche Kunsthistorikerin.

## Leben und Wirken
Anna studierte Kunstgeschichte, Klassische Archäologie und Romanistik an der Johannes-Gutenberg-Universität Mainz. Von 1989 bis 1991 war sie Kustodin am Museum Morsbroich in Leverkusen, 1992 bis 1995 Direktorin der Städtischen Kunstsammlungen Chemnitz, kurz Direktorin des  Museums Ratingen, 1995 bis 1999 Direktorin des Museums Morsbroich und 1999 bis 2003 Direktorin des Museums für Angewandte Kunst Köln. Seit 2003 leitet sie das Stadtmuseum Landeshauptstadt Düsseldorf.

## Veröffentlichungen (Auswahl)
- Bühnenbilder und Figurinen von Herta Boehm. 2 Bände, Diss. Mainz 1990, erschienen 1989
- als Herausgeberin: Karl Schmidt-Rottluff, Malerei und Grafik. Ausstellungskatalog, Städtische Kunstsammlungen Chemnitz 1993
- als Herausgeberin: Standort Deutschland. Ein interdisziplinärer Diskurs zur deutschen Situation, Ausstellungskatalog, Heidelberg 1997
- als Herausgeberin: Das Bauhaus im Osten. Slowakische und tschechische Avantgarde 1928 - 1939, Ausstellungskatalog Städtisches Museum Leverkusen Schloß Morsbroich, Ostfildern-Ruit 1997
- als Herausgeberin: WertWechsel. Zum Wert des Kunstwerks, Köln 2001
- als Herausgeberin: Ex machina. Eine Geschichte des Roboters von 1950 bis heute, Ausstellungskatalog Museum für Angewandte Kunst Köln, Ostfildern-Ruit 2002
- als Herausgeberin: Das junge Rheinland. Ausstellungskatalog Stadtmuseum Düsseldorf, Ostfildern 2008
- als Herausgeberin: Ich, Johanna Ey. Ausstellungskatalog Stadtmuseum Düsseldorf, Düsseldorf 2010
- als Herausgeberin: Heiratspolitik. Ausstellungskatalog Stadtmuseum Düsseldorf, Düsseldorf 2015